# Schildstipspanner
De schildstipspanner (Idaea biselata) is een nachtvlinder uit de familie Geometridae (spanners). 
De wetenschappelijke naam werd in 1767 gepubliceerd door Johann Siegfried Hufnagel.

## Uiterlijk
De vleugels zijn roomwit met donkere banden met een kleine zwarte vlek op elke vleugel.
De spanwijdte bedraagt tussen de 15 en 20 millimeter.

## Voorkomen en habitat
De soort komt algemeen voor in heel Europa en is in Nederland ook niet zeldzaam. De rups voedt zich met een verscheidenheid van lage planten, waaronder paardenbloemen, 
varkensgras, eik, weegbree en braam. De soort overwintert als rups. De volwassen dieren vliegen van mei tot september en zijn regelmatig overdag actief, maar
vliegen voornamelijk 's nachts relatief grote afstanden wanneer ze worden aangetrokken door licht.